# Josef Chochol
Josef Chochol (Písek, 13 de diciembre de 1880-Praga, 6 de julio de 1956) fue un arquitecto, urbanista y diseñador checo. Evolucionó del cubismo al racionalismo. 

## Trayectoria

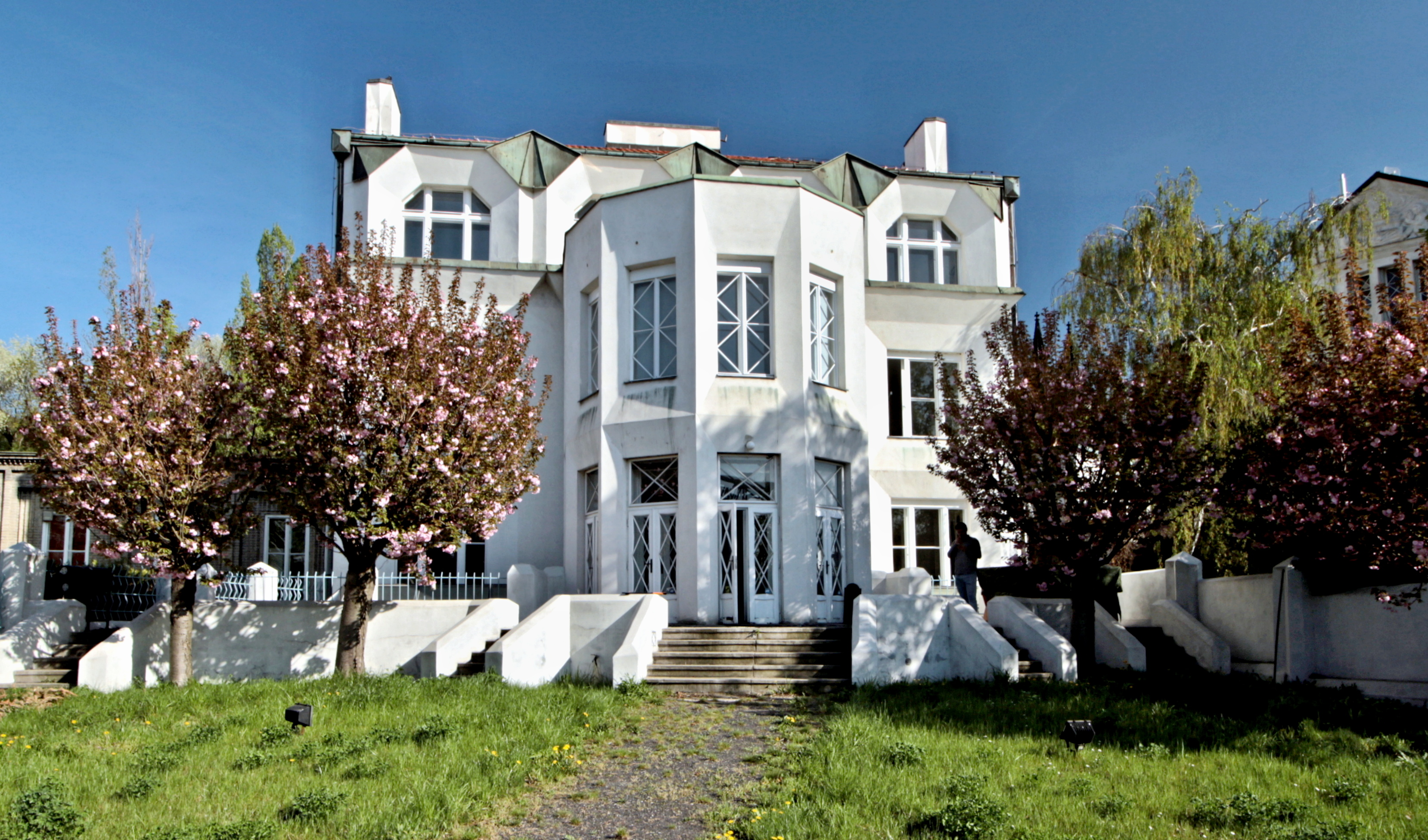
Villa Kovařovic (1912–1913), Vyšehrad

Estudió en la Universidad Técnica de Praga (1898-1904) y amplió sus estudios en la Academia de Bellas Artes de Viena (1907-1909), donde fue discípulo de Otto Wagner. Sus primeras obras denotan la influencia secesionista de su maestro, como la sala Brozik del Ayuntamiento de Praga (1909-1911). En 1911 se unió al Grupo de Artistas Plásticos (Skupina Výtvarných Umělců) y comenzó a trabajar en estilo cubista, como se aprecia en la villa Kovařovic en Praga (1912-1913) y los edificios residenciales Bayer y Hodek de la misma ciudad (1913-1914), característicos por sus ángulos agudos y planos poligonales.
Hacia 1914 derivó por influencia de Adolf Loos a un estilo sin ornamentación. Al comprender que el cubismo era un estilo ornamental en sí buscó un tipo de cubismo no analítico, no cristalomorfo, que antecedió en cierta forma a lo que sería el purismo preconizado a inicios de los años 1920 por Le Corbusier.
En 1920 fue uno de los fundadores del grupo Devětsil, junto a Karel Teige y Jaromír Krejcar. Publicaron varias revistas sobre arquitectura moderna, a la que sin embargo criticaron su excesiva preocupación por la forma.
A mediados de los años 1920 recibió la influencia del constructivismo soviético, como se vislumbra en su proyecto para el Teatro Libre (1926-1927). Desde entonces evolucionó hacia el funcionalismo racionalista, como queda patente en la villa Verunac en Praga (1931) y los apartamentos Keisinger de la misma ciudad (1939-1940).